# Fulco van Vendôme
Fulco van Vendôme bijgenaamd de Gans (overleden te La Ferrière op 21 november 1066) was van 1028 tot 1032 en van 1056 tot aan zijn dood graaf van Vendôme. Hij behoorde tot het huis Nevers.

## Levensloop
Fulco was de tweede zoon van graaf Bodo van Vendôme en diens echtgenote Adelheid, dochter van graaf Fulco III van Anjou.
Na de dood van zijn oudere broer Burchard II in 1028 nam zijn moeder het graafschap Vendôme in. Adelheid gaf de helft van het graafschap aan Fulco, maar hij was daar niet tevreden mee. Hij probeerde zijn moeder te verdrijven, waarop zij in 1032 haar deel van Vendôme aan graaf Godfried II van Anjou schonk. Niet veel later veroverde die het volledige graafschap. Fulco kreeg Vendôme pas in 1056 terug op vraag van koning Hendrik I van Frankrijk, maar bleef wel onder de suzereiniteit van de graaf van Anjou.
Fulco kwam tijdens zijn bewind in conflict met graaf Theobald III van Blois en de Abdij van La Trinité. Hij overleed in 1066 en werd opgevolgd door zijn oudste zoon Burchard III.

## Huwelijk en nakomelingen
Fulco was gehuwd met Petronella, dochter van heer Reinoud II van Château-Gontier. Ze kregen volgende kinderen:
- Burchard III (overleden in 1085), graaf van Vendôme
- Euphrosina, huwde met heer Godfried III van Preuilly
- Agatha, huwde met Rudolf VI Payen, burggraaf van Montrevault
- Godfried